# Руђеро (Катанцаро)
Руђеро је насеље у Италији у округу Катанцаро, региону Калабрија.
Према процени из 2011. у насељу је живело 315 становника. Насеље се налази на надморској висини од 5 м.